# Kōrō Honjō
Kōrō Honjō (本庄 光郎, Honjō Kōrō, 1er janvier 1907 - 1er janvier 1995) est un photographe japonais renommé.